# Peter Görtz
Peter Görtz (* 4. Juni 1947; † 6. Juli 2013) war ein deutscher Handballspieler, der dem Kader der deutschen Nationalmannschaft angehörte.

## Leben
Peter Görtz spielte insgesamt 18 Jahre Handball beim VfL Bad Schwartau. Mit dem VfL gewann der Linkshänder 1966 den Nordmeistertitel. 1976 musste er nach zwei Knieoperationen seine Karriere beenden. Zuvor bestritt Görtz zehn Länderspiele für die deutsche Nationalmannschaft. Er nahm an der Weltmeisterschaft 1970 teil.
Nach seiner Karriere als Handballspieler unterrichtete er Sport, Chemie und Mathematik an einer Schwartauer Realschule.